# Telefonie in de 19e eeuw

Een eenvoudige telefoonverbinding bestaat uit twee telefoonhoorns en een batterijtje. De koolmicrofoon in een klassieke telefoonhoorn geeft een krachtig signaal af.

De telefonie in de 19e eeuw werd ontwikkeld in minder dan veertig jaar van een plan tot een compleet functionerende, veelgebruikte telefooncentrale tussen 1854 en 1892. Met elektrische telegrafie konden berichten over lange afstand worden verstuurd, maar er was tijdverlies tussen de telegrafische boodschap en het antwoord daarop. Bovendien waren er opgeleide telegrafisten nodig. Het lag dus voor de hand dat men naar mogelijkheden zocht om de boodschap mondeling over te brengen.
Het eerste uitgewerkte voorstel voor telefonie kwam van de Franse telegrafiebeambte Charles Bourseul. In het tijdschrift L'Illustration van 26 augustus 1854 beschreef hij hoe spraak over een telegrafielijn geleid zou kunnen worden. Hoewel hij ook probeerde om zijn theorie in de praktijk te brengen, lukte het hem niet om een duidelijk verstaanbaar gesprek ten gehore te brengen.
De Duitse natuurkundeleraar Philipp Reis kwam in 1860 met het eerste concept van telefonie. Zijn telefoontoestel – de naam Telephon is van hem afkomstig – bestond uit een opnemer en een weergever die via twee draden met elkaar verbonden waren. De door Reis gemaakte toestellen waren echter niet geschikt voor praktisch gebruik. Hierdoor raakte zijn uitvinding in de vergetelheid.

## Eerste patent
Op 14 februari 1876 werd in de Verenigde Staten door Alexander Graham Bell een patent aangevraagd op de uitvinding voor improvement of telegraphy ("verbetering van de telegrafie"). Enkele jaren daarvoor was het de Italiaanse immigrant Antonio Meucci al gelukt om een telefoonverbinding tot stand te brengen. In 1871 wilde hij zijn teletrophone patenteren, maar omdat hij het benodigde geld niet had, bleef het bij een patentaanvraag, die al na drie jaar afliep en wegens verder geldgebrek ook niet werd verlengd. Hierdoor was het Bell die op 7 maart het eerste patent op de telefoon verkreeg.
Ondanks het patent wilde het apparaat van Bell maar niet functioneren, totdat hij drie dagen later, op 10 maart 1876, per ongeluk een flesje met zuur omstootte. In een reflex riep hij zijn assistent te hulp: "Mr. Watson, come here. I want to see you." Thomas Watson, die in een andere kamer van het huis verbleef en daardoor buiten gehoorafstand was, kwam direct. Door het apparaat had hij duidelijk de stem van Bell gehoord.
Onafhankelijk van Bell werkte ook een andere Amerikaan aan de uitvinding van de telefoon. Twee uur na Bell diende Elisha Gray een patentaanvraag in voor instruments for transmitting vocal sounds telegraphically ("instrumenten om stemgeluiden telegrafisch over te brengen"). Aanvankelijk betwistte Gray het patent van Bell niet omdat hij dacht dat de telefoon een onbelangrijke zijsprong was van het oorspronkelijke doel: de telegraaf verbeteren. Dit veranderde toen de betekenis van de telefoon duidelijk werd. Het gevolg was een jarenlange juridische strijd tussen beide uitvinders, waarbij ze elkaar over en weer van plagiaat en diefstal beschuldigden. Meer dan 600 (verloren) rechtszaken werden er tegen Bell aangespannen, waaronder vele van Meucci en Gray.

## Verbeteringen eind 19e eeuw

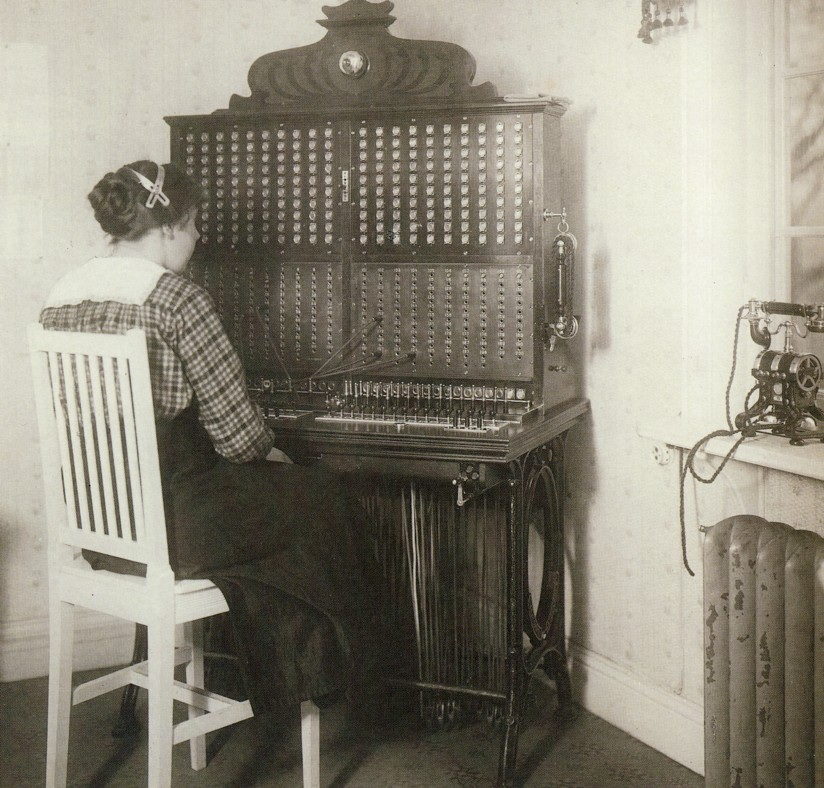
Zweedse telefoniste, omstreeks 1880

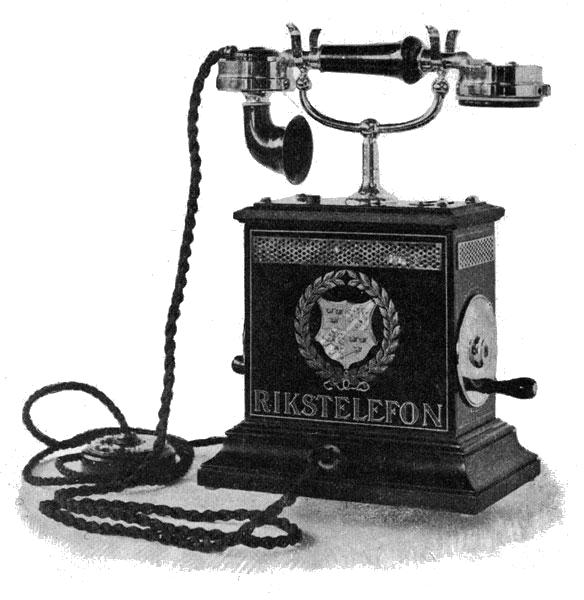
Telefoontoestel van de Zweedse nationale Rikstelefon uit 1896

Omdat de Western Union Telegraph Company de patentrechten van Bell niet wilde kopen, richtte Bell samen met zijn schoonvader Hubbard in 1877 de Bell Telephone Company op, die later een van 's werelds grootste telefoniebedrijven zou worden.
De telefoon van Bell werd door Thomas Edison verbeterd. Hij paste de koolmicrofoon toe, die direct voor versterking van het geluid zorgde. Hierdoor werd de verstaanbaarheid beter. De telefonische reikwijdte werd groter door verbeterde kabeltechniek en door de invoering van versterkers.
De eerste telefoons werkten zonder centrale. Er kon alleen naar één ander toestel worden gebeld. Bij het toenemen van het aantal telefoontoestellen ontstond de wens naar meerdere toestellen te kunnen bellen. Daardoor werd een telefooncentrale met een telefonist nodig, een principe dat afkomstig was uit de telegrafie. De beller noemde de gewenste naam (nummers waren nog niet in gebruik), waarna de telefonist of telefoniste de juiste draden verbond of, vanaf de twintigste eeuw, een schakelaar omzette.
De eerste telefoon waarbij de abonnee zelf een verbinding kon kiezen, dateert uit 1879, maar deze had weinig praktisch nut omdat er geen automatische telefooncentrales waren. De Amerikaanse begrafenisondernemer Almon Strowger zorgde vanaf 1891 voor een serie doorbraken.
Bellers konden vanaf het begin van de jaren 80 van de 19e eeuw aan telefonistes een nummer doorgeven om mee verbonden te worden, maar het bleef ook gebruikelijk dat klanten vroegen om doorverbonden te worden met het gemeentehuis of de dokter. Volgens een anekdote veronderstelde Strowger dat de plaatselijke telefoniste –die met een concurrerende doodgraver getrouwd was– klanten naar haar man doorverwees als ze naar een undertaker (doodgraver) vroegen. Historisch is, dat hij in 1891 het bedrijf Strowger Automatic Telephone Exchange Company oprichtte in zijn woonplaats LaPorte. Op 19 februari 1892 vroeg hij patent aan op de kiesschijf. Dit werd op 29 november toegekend. Kort voor de toewijzing van het patent, op 3 november 1892 nam zijn bedrijf de eerste automatische telefooncentrale in gebruik, maar de grote Amerikaanse telefoonmaatschappijen gingen pas aan het begin van de 20e eeuw over op automatische centrales die geschikt waren voor kiesschijftelefoons. Vanaf de jaren 70 van de 20e eeuw werd elektronica in telefooncentrales geïntroduceerd en werden deze telefoons afgelost door druktoetstelefoons met kiestonen.

## Start van telefonie in Nederland
Op 1 juni 1881 opende de Nederlandsche Bell-Telephoon Maatschappij in Amsterdam op de hoek van de Kalverstraat en de Dam het eerste Nederlandse openbare telefoonnetwerk, met 49 vaste abonneeaansluitingen. Een telefoniste in de telefooncentrale verbond de beller met het gewenste nummer door beide nummers met een koord te verbinden.